# Chelonus pseudasiaticus
Chelonus pseudasiaticus är en stekelart som beskrevs av Vladimir Ivanovich Tobias 2000. Chelonus pseudasiaticus ingår i släktet Chelonus och familjen bracksteklar. Inga underarter finns listade i Catalogue of Life.